# Хамзага Хусеџиновић
Хамзага Хусеџиновић био је бањалучки индустријалац, политичар и градоначелник Бање Луке. 

## Биографија

### Градоначелник Бањалуке

#### Афера и смена
Хамзага Хусеџиновић смењен је с места градоначелника 9. априла 1932. године, због учествовања у тучи дан раније која је довела до смрти Душана, Цвија и Ђурђа Аљетића.
Дана 4. априла 1932. године, суд је пресудио да посед Аљетића припада Хусеџиновићу. Стога је Хусеџиновић 8. априла кренуо да преузме тај посед заједно са својом екипом и два жандарма. Најпре је судски гласник предао одлуку суда Душају Аљетићу. Међутим, Аљетић је одговорио да је ова одлука требало да му буде уручена још два дана раније и да ће он пре пасти мртав него што ће дозволити да му неко отме посед и кућу. У међувремену, стигли су и познаници Хамзаге Хусеџиновића, као и аутомобил с Хусеџиновићем, његовим сином Мунибом, али и судијом и геометром. Због напетог стања у дому Аљетића, жандарми су с командантом први пришли кући Аљетића у намери да их умире. Неколико минута након патроле, до куће Аљетића стигла је и Хусеџиновићева екипа од 20-ак људи. Муниб Хусеџиновић носио је пиштољ у џепу капута. Судија је покушао да уручи пресуду Душану Аљетићу, који је тврдио да је реч о превари како би му се отео посед. Судија је позвао жандарме да реагују, док је с друге стране поседа екипа дошљака на челу с извесним Хамдијом Чолаком узела троножац геометру. Аљетићи су се наоружали, па је овај покушао троношцем да их удари. Док је судски гласник смиривао страсти, Душан Аљетић јурнуо је ка Салиху Хусеџиновићу, који је такође имао пиштољ. Док је бежао, Салих је пао и испалио неколико хитаца ка Душану, који га је гађао секирицом, и његовом сину Цвији.
Након ових хитаца, настало је опште пушкарање. С друге стране поседа, два жандара покушала су да смире ситуацију, када је једног од њих коцем по глави ударио Стојан Ајетић. Жандарм је пао и испала му је пушка коју је дохватио Душан Аљетић. Душан је пушку уперио ка команданту жандармерије, те је након неколико упозорења да то не чини, други жандарм устрелио Душана Ајетића. Међутим, овај метак није усмртио Душана, који је имао три прострелне ране, а његов син Цвијо две.
Неке новине, попут Правде, тврдиле су да је Хусеџиновић бесправно покушао да присвоји посед ових сељака.
Током изрицања пресуде, у судници је било толико много људи, да је судска сала била премала да прими све оне који су то желели. Пресуда је донета тачно у 12 часова. Према пресуди, Салих Хусеџиновић, синовац Хамзагин, осуђен је на 3 месеца затвора. Хамдија Чолак осуђен је на 4 месеца строгог затвора. Стојан и Михаило Аљетић осуђени су на 12 дана затвора и 10 дана затвора.
Муниб и Хамзага Хусеџиновић ослобођени су кривице.
Суд је утврдио да су искључиво жандарми криви за смрт Аљетића, док су остали криви само због наношења телесних повреда.

### Нереди у Залужанима
У мају 1936. године, дошло је до новог сукоба с комшијама око земљишта у селу Залужани. 
Дуже време тињао је сукоб између Хусеџиновића и Илије Кешљевића око 5 и по дунума земље. Илија је тврдио да су ту земљу обрађивали још његови дедови, а с друге стране Хамзага је поново на основу судског решења покушао да је преотме. Кешљевић земљу није желео да преда, те је 20. маја у село дошла комисије среског суда из Бање Луке заједно с једном жандармеријском патролом, која је извршила свој посао иако Кешљевић није био код куће и није био упознат с тим. Након тога, Теуфик Гетарић, Хамзагин зет, почео је да оре то земљиште на ком је већ био посејан кукуруз. Кад су то приметиле 50-годишња Манда (жена Илијина) и њена снаха, 30-годишња Јела, насрнуле су на жандарме с вилама у рукама. Жандарми су их разоружали, али је Илијин син Петар насрнуо на њих кад је видео шта се дешава. Након неколико позива, Петар није желео да се заустави, те је шеф патроле у њега испалио 3 метка и тешко га ранио у трбух.
Окупио се велики број сељака који су протестовали, али су се разишли након доласка жандармеријског појачања. Петар Кешљевић превежен је у болницу где се опоравио.
Због супротстављања власти и упућивања псовки државним органима, за овај догаћај пред оптуженичкој клупи нашли су се Кешљевићи који су порицали кривицу. Кривом је проглашена Манда Кешљевић и осуђена на казну од 600 динара или 10 дана затвора, то јест на 3 године условно. Остали су ослобођени, а Хамзага Хусеџиновић добио је нових 5 и по дунума земље.